# Kuntár Lajos
Kuntár Lajos (Csörötnek, 1914. június 27. – Szombathely, 2005. október 31.), újságíró, haditudósító, szerkesztő, népmesegyűjtő, népművelő, könyvtáros, bölcsészdoktor, tanár.

## Élete
Paraszti család utolsó gyermekeként született. Édesapja még születése előtt meghalt. Csörötneken járt elemi iskolába. Tanulmányait Szentgotthárdon folytatta a helyi gimnáziumban. Továbbtanulásra nem volt lehetősége, ezért rövid ideig falujában a jegyzőségen vállalt kisebb munkákat, azonban hamarosan jelentkezett a Vasvármegye című megyei napilapnál újságírónak. Előbb a lap Szentgotthárd járási, majd a budapesti tudósítója lett. Hamarosan a Honvédelmi Minisztérium hetilapjánál, a Magyar Katonaújságnál is állást vállal.
A második világháborúban mint haditudósító vett részt a Magyar 2. hadsereg keretében, így élte át a doni katasztrófát. Tudósításaiból állította össze A véres Don című riportkötetet, mely merőben eltért az akkoriban elvárt oroszellenességtől, s mindvégig tárgyilagos maradt. A könyvet 1943-ban 2000 példányban adták ki. Művét a háború végén 1945-ben betiltották, s a „fasiszta szellemű és szovjetellenes sajtótermékek” listájára került. A véres Don a legkiemelkedőbb második világháborús haditudósító memoár, mely mentes korabeli háborús propagandától. 2004-ben ismételten kiadták a szerző önéletrajzi írásával kiegészítve.
Kuntár a könyve miatt a politikai rendőrség fogságába került egy hónapra. A háborúból visszatérve Szombathelyen előbb a Nyugati Kis Újságnál helyezkedik el, majd mikor betiltják a Kisgazda Párt lapját, a szociáldemokraták helyi napilapjához kerül. Mikor ezt is felszámolják, állástalan lesz.
Munkát a Kéménysepő Vállalatnál kap, előbb mint gépíró, majd mint statisztikus. A szellem embere nem szívelte ezt a kötött munkát, ám idejét hasznossá téve megírta a kéményseprők történetét.
A kéményseprőktől a Vas megyei könyvtárhoz került. Csak a könyvtárosi évei alatt szerzett diplomát történelem-könyvtár szakon, sőt könyvtártudományból doktorált is. A szombathelyi főiskolán az induló könyvtár szakon tanított rövid ideig.
Az 1960-as évek második felében hozzáférhetetlen könyve miatt a megyei népművelői tanácsadói pozíciójából menesztették.
A rendszerváltásig másodrendű állampolgárként élte életét.
Nyugdíjas évei előtt dolgozott mint pedagógiai szaktanácsadó is.

## Munkássága
Kultúrtörténeti munkássága igen jelentős. Újságíróként különböző lapokban több ezer cikket jegyez. Könyvet írt a kéményseprők történetéről, a könyvnyomtatásról és a nyomdászokról, a könyvtárkultúráról. Számos sajtótörténeti, valamint művelődéstörténeti cikket jegyez. Helytörténeti könyvek szerkesztésében és írásában is jelentős szerepet vállalt (például írt könyvet Szombathelyről, Szentgotthárdról, Bozsokról, Csörötnekről). Megalapította a Pável Ágoston Néprajzi Társaságot. Ennek keretében egész Vas megyét bejárta, s számos népmesét jegyzett le. Ezeket átdolgozva közre is adta (Furfangos tilinkó, Bűvös ládikó). Íráson és szerkesztésen kívül lektorálási munkákat is vállalt.
A Vas Megyei Honismereti Közlemények főszerkesztője. 1958-tól haláláig a Vasi Szemle szerkesztőbizottsági tagja. Részt vállalt sokáig az Életünk című irodalmi lap szerkesztésében is.

## Kitüntetései
- Csörötnek tiszteletbeli díszpolgára.
- A Kultúra Lovagja[6]

## Dokumentumfilmek
Élete utolsó évében két dokumentumfilm is készült róla.
- Boros Ferenc, Horváth Zoltán: A haditudósító – dr. Kuntár Lajos élete (2006.) 27 perc fekete-fehér
- Burkon László: Visszanézek szép utamrúl (2006.) 70 perc színes

A haditudósító című portréfilm Kuntár Lajos halála után számos különböző fesztiváldíjban részesült. Kuntár Lajost ennek a filmnek a premierjén, 2006. szeptember 1-jén láthatta utoljára a nagyközönség. A bemutató után állapota rohamosan romlott, és rá egy hónapra 91 évesen hunyt el.

## Művei
- Kuntár Lajos: A Véres Don (1943)
- Kuntár Lajos: A furfangos Tilinkó. Kardos József meséi. Szombathely: Vas m. Tanács, 1955.
- Kuntár Lajos: Az arany rózsafa. Vasi népmesék. Szombathely: Pável Ágoston Néprajzi Munkaközösség, 1957.
- Kuntár Lajos: A bűvös ládikó és más mesék. Vas megyei népmesegyűjtés; Gyermekek részére átd. Bp.: Móra K., 1959.
- Kuntár Lajos és Füzesi Zsuzsa: A bűvös ládikó (2004)
- Kuntár Lajos: Szombathelyi nyomdák és nyomdászok. Szombathely, 1969.
- Kuntár Lajos : A nyomdászat és a sajtó Celldömölkön. In : Vasi Szemle, 1980. 3. s
- Lajos Kuntár, Ferenc Gyurácz (dr.): A Véres Don: a 2. honvéd hadsereg Don menti harcai (Vasi Szemle, 2003) ISBN 9632102258, 9789632102252